# Noël Coward

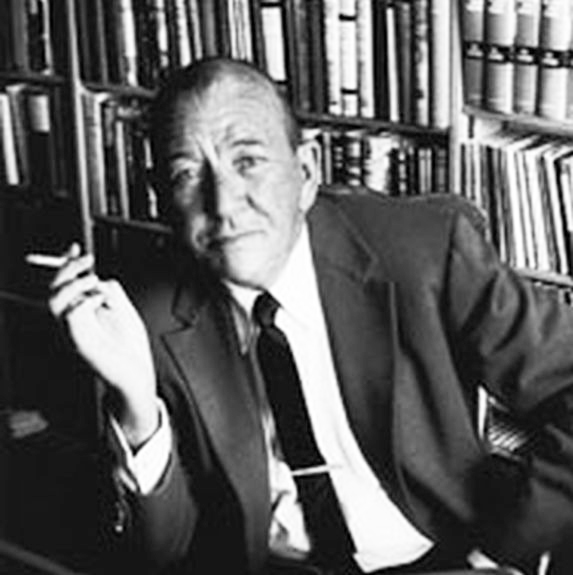
Noël Coward 1963.

Noël Peirce Coward, född 16 december 1899 i Teddington, Middlesex (numera i London Borough of Richmond upon Thames), Storbritannien, död 26 mars 1973 på egendomen Firefly Estate i Saint Mary Parish, Jamaica, var en brittisk dramatiker, manusförfattare, regissör, producent, skådespelare, sångare och sångtextförfattare. Coward hade en alldeles speciell stil och elegans över sina teaterpjäser och filmer.[källa behövs]

## Biografi
Coward började sin teaterbana redan som 12-åring då han, påhejad av sin mamma, spelade i en julpjäs. Sedan fick han blodad tand och fortsatte som barnskådespelare.
Cowards första framgång var The Young Idea 1923. Han författade sedan och medverkade även i flera andra teaterpjäser, som också de blev stora succéer i såväl Storbritannien som USA, såsom Hay Fever (1925), Private Lives (1930; tillsammans med Gertrude Lawrence), Blithe Spirit ('Min fru går igen'; 1941; filmatiserad 1945 och 2020) och Design for living (filmatiserad 1933 som, Oss gentlemän emellan).
Han skrev även flera filmmanus, däribland den patriotiska In Which We Serve ('Havet är vårt öde'; 1942), vilket gav honom en heders-Oscar och den sentimentala klassikern Brief Encounter ('Kort möte'; 1945). 
Han framträdde också som skådespelare bland annat i filmen Vår man i Havanna 1959.
Coward skrev även den patriotiska sången London Pride, efter Blitzenbombningarna under andra världskriget. Efter andra världskriget uppträdde han på nattklubbar och kabaréer, där han sjöng egna sånger, som till exempel Mad Dogs and Englishmen.
När Coward, strax före sin död, fick frågan om vem som skulle begrava honom och en viss präst nämndes, utbrast han: Han?! Över min döda kropp!!

## Cowardpjäser som spelats i Sverige (urval)
- The Vortex, 1924
  - Virveln (Nya Teatern, 1939)
- Fallen Angels, 1925

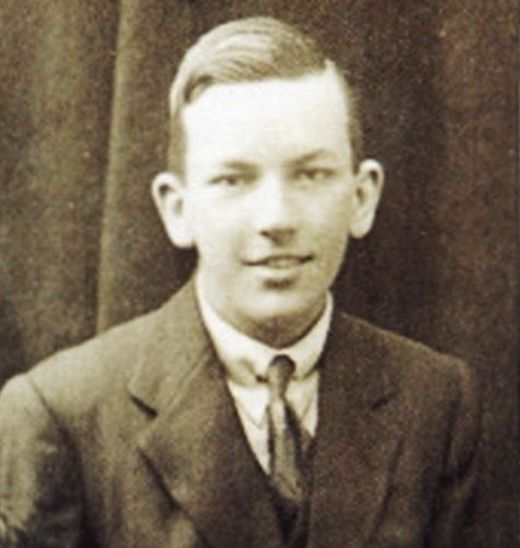
Noël Coward i tonåren.

  - Fallna änglar (Blancheteatern, 1932)
- Hay Fever, 1925
  - Höfeber (Helsingborgs stadsteater, 1936) (otryckt översättning Rudolf Wendbladh)
  - Höfeber (otryckt översättning Rudolf Wendbladh, bearbetning Hans Bergström och Olof Widgren för Sandrew 1973)
- This Was a Man, 1926
  - Vi gentlemen (Nya Teatern, 1938)
- The Marquise, 1927
  - Markisinnan (Dramaten, 1927)
- Bitter-Sweet (operett), 1929
  - Bitter-Sweet (Stora Teatern, 1943)
- Private Lives, 1930
  - Jag älskar dig, markatta (Nya Teatern, 1940)
  - Jag älskar dig, markatta (Riksteatern, 1950)
  - Jag älskar dig, markatta! (Riksteatern, 1967) (otryckt översättning Lennart Lagerwall)
  - Privatliv (Lisebergsteatern, 1972)
  - Privatliv (Vasateatern, 1973) (otryckt översättning Per Gerhard)
- Design for Living, 1933
  - Två slår den tredje (Lorensbergsteatern, 1934)
  - Han, hon och han (Blancheteatern, 1935)
- Prensent Laughter, 1939
  - Fröjd för stunden (Blancheteatern, 1948)
  - Fröjd för stunden (Helsingborgs stadsteater, 1949) (otryckt översättning Eva Tisell)
- Blithe Spirit, 1941
  - Min fru går igen (Nya Teatern, 1944)
  - Min fru går igen (Vasateatern, 1978) (otryckt översättning Gunilla Skawonius, bearbetning Per Gerhard)
  - Min fru går igen (Dramaten, 2005) (otryckt översättning Bo G. Forsberg)
- Relative Values, 1951
  - Weekend (Göteborgs stadsteater, 1954)
- Nude with Violin, 1956
  - Naken kvinna med violin (Göteborgs stadsteater, 1959)
- Come into the garden Maud
  - Pojke på delfin (otryckt översättning av Per-Axel Branner för Sandrew 1970)
- Brief encounter
  - Kort möte (Stockholms stadsteater 2012) (otryckt; adapterad av Emma Rice, översättning Kerstin Gustafsson)

Utgivet på svenska
- Present indicative
  - Ridån går upp (översättning Sonja Bergvall, Bonniers, 1937)
- To step aside
  - Ett steg åt sidan (översättning Esse Törnell, Wahlström & Widstrand, 1949)
- Star quality
  - Stjärnkvalitet (översättning Nils Holmberg, Bonnier, 1952)
- Pomp and circumstance
  - Orm i paradiset (översättning Gerard De Geer, Saxon & Lindström, 1961)

## Filmografi i urval
- 1918 – Världens hjärtan (skådespelare)
- 1933 – Cavalcade (manus baserat på Cowards pjäs)
- 1935 – Miraklet vid Cherry Street (skådespelare)
- 1942 – Havet är vårt öde (manus och regi)
- 1944 – De lyckliga åren (producent och förlaga till manus)
- 1945 – Min fru går igen (producent och förlaga till manus)
- 1945 – Kort möte (producent och manus, baserat på hans pjäs)
- 1950 – Åtrå (skådespelare, musik, manus samt förlaga)
- 1956 – Jorden runt på 80 dagar (skådespelare)
- 1959 – Vår man i Havanna (skådespelare)
- 1960 – Kronan på verket (skådespelare)
- 1964 – Livat i Paris (skådespelare)
- 1965 – Bunny Lake är försvunnen (skådespelare)
- 1968 – På kvällen den sista dagen (skådespelare)
- 1969 – Den vilda biljakten (skådespelare)